# Cameron Smith
Cameron Smith (Roseville, 26 marzo 1997) è un giocatore di football americano statunitense che milita nel ruolo di linebacker per i Minnesota Vikings della National Football League (NFL).

## Carriera professionistica

### Minnesota Vikings
Smith fu scelto nel corso del quinto giro (162º assoluto) del Draft NFL 2019 dai Minnesota Vikings. Debuttò come professionista subentrando nella gara del sesto turno contro i Philadelphia Eagles mettendo a segno un tackle. La sua stagione da rookie si chiuse con 8 placcaggi in 5 presenze, nessuna delle quali come titolare.